# Minoru Takenaka
Minoru Takenaka (japanisch 竹中 穣 Takenaka Minoru; * 19. November 1976 in der Präfektur Hiroshima) ist ein ehemaliger japanischer Fußballspieler.

## Karriere
Takenaka erlernte das Fußballspielen in der Schulmannschaft der Nihon Gakuen High School und der Universitätsmannschaft der Teikyō-Universität. Seinen ersten Vertrag unterschrieb er 2000 bei den Atlantas Klaipėda. 200 wechselte er zu Yokohama FC. Der Verein spielte in der zweithöchsten Liga des Landes, der J2 League. Für den Verein absolvierte er zwei Ligaspiele. Danach spielte er bei den FC Machida Zelvia. Ende 2008 beendete er seine Karriere als Fußballspieler.